# Cannonia
Cannonia es un género de escarabajos de la familia Chrysomelidae. En 1949 Hincks describió el género. Contiene las siguientes especies:
- Cannonia meridionalis (Weise, 1901)
- Cannonia occidentalis (Weise, 1901)
- Cannonia petersi (Bertoloni, 1868)
- Cannonia sagonai (Laboissiere, 1921)